# Vlist (plaats)
Vlist is een dorp in de gemeente Krimpenerwaard in de Nederlandse provincie Zuid-Holland, gelegen aan het riviertje de Vlist. Tot 1 januari 1985 was Vlist een zelfstandige gemeente. Van 1 januari 1985 tot 1 januari 2015 maakte Vlist met de buurplaatsen Stolwijk en Haastrecht deel uit van de gelijknamige gemeente Vlist. Sinds 1 januari 2015 maakt Vlist deel uit van de nieuwgevormde gemeente Krimpenerwaard. In 2023 telde Vlist 645 inwoners, waarvan 340 (54%) mannen en 295 (46%) vrouwen.

## Geschiedenis
De lintbebouwing langs de rivier de Vlist is ontstaan in de 12e eeuw. Ten noorden (richting Haastrecht) zijn sinds 1449 een elftal molens gebouwd om de polders droog te malen, de zogenaamde Molengang van Vlist.
Het voormalige raadhuis dateert uit 1911 en is gevestigd aan Oost Vlisterdijk 36. Hier is later café 'Het Wapen van Vlist' gevestigd. Het (voormalige) gemeentewapen is nog op de gevel aanwezig.

## Cultuur

### Monumenten
Vlist telt twaalf boerderijen met de status rijksmonument. Deze bevinden zich aan de West Vlisterdijk (acht) en Oost Vlisterdijk (vier). Daarnaast bevinden zich in Vlist twee monumentale wipmolens: de Bonrepasmolen en de molen de Bachtenaar. Het dorpsgezicht van zowel Vlist als Bonrepas is beschermd.
|  |  |

## Kerken
Vlist is een lintdorp zonder oude dorpskern en zonder kerk. Kerkelijk is Vlist georiënteerd op Polsbroek. Daar bevindt zich de Hervormde Gemeente Polsbroek en Vlist.

## Verenigingsleven
- Voetbalvereniging SPV '81 (Sportvereniging Polsbroek Vlist 1981): deze vereniging voor Polsbroek en Vlist heeft haar velden in Polsbroek.
- IJsclub De Vlist: deze club heeft haar accommodatie aan de Oost Vlisterdijk 17.
- Polsstokclub de Vlist (actief van 1966 tot 1991, opnieuw actief van 2002): deze club heeft haar trainingsaccommodatie aan de Oost Vlisterdijk 1e.
- Stichting Cultureel Podium Vlist

## Stratenplan
Vlist heeft een kleine dorpskern met zes straten, gelegen aan de West Vlisterdijk. Deze kern is gebouwd in de jaren ’50 met het Julianaplein als centrale open ruimte. In de loop van de jaren is dit langzaam uitgebreid. De meest recente nieuwbouw heeft plaatsgevonden in 2006, toen een zevental nieuwe woningen langs de Clausstraat zijn gerealiseerd.
De straatnamen in de dorpskern van Vlist verwijzen naar het Koninklijk Huis (zoals Beatrixsstraat), met uitzondering van de Dreef. Van uit de dorpskern loopt een fietspad, genaamd het Geerpad, richting buurtschap Schoonouwen en Stolwijk. Het overgrote deel van Vlist ligt buiten de dorpskern. Dit betreft een lintbebouwing aan beide zijden van het riviertje de Vlist (resp. Oost Vlisterdijk en West Vlisterdijk) tussen Haastrecht en Vlist, verder heeft Vlist een buurtschap, de Bonrepas, lopend van Vlist richting de stad Schoonhoven.

## Aangrenzende plaatsen
| Aangrenzende gemeenten | Aangrenzende gemeenten | Aangrenzende gemeenten | Aangrenzende gemeenten | Aangrenzende gemeenten |
| ---------------------- | ---------------------- | ---------------------- | ---------------------- | ---------------------- |
| Haastrecht             |                        |                        |                        |                        |
|                        |                        |                        |                        |                        |
| Stolwijk, Bovenkerk    | Polsbroek              |                        |                        |                        |
|                        |                        |                        |                        |                        |
|                        |                        | Bovenberg              |                        | Schoonhoven            |